# Ракитник метельчатый
Ракитник метельчатый, или ракитник веничный (лат. Cytisus scoparius) — кустарник, вид рода Ракитник (Cytisus) семейства Бобовые (Fabaceae).

## Распространение и экология
В природе ареал вида охватывает практически всю территорию Европы. Натурализовалось в Азии, Австралии и Северной Америке.
Произрастают на солнечных местах возле скал, песчаных почвах и пустошах, по краям дорог.

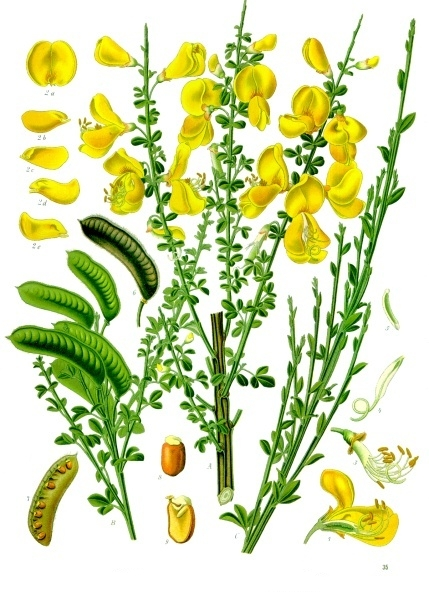

## Биологическое описание

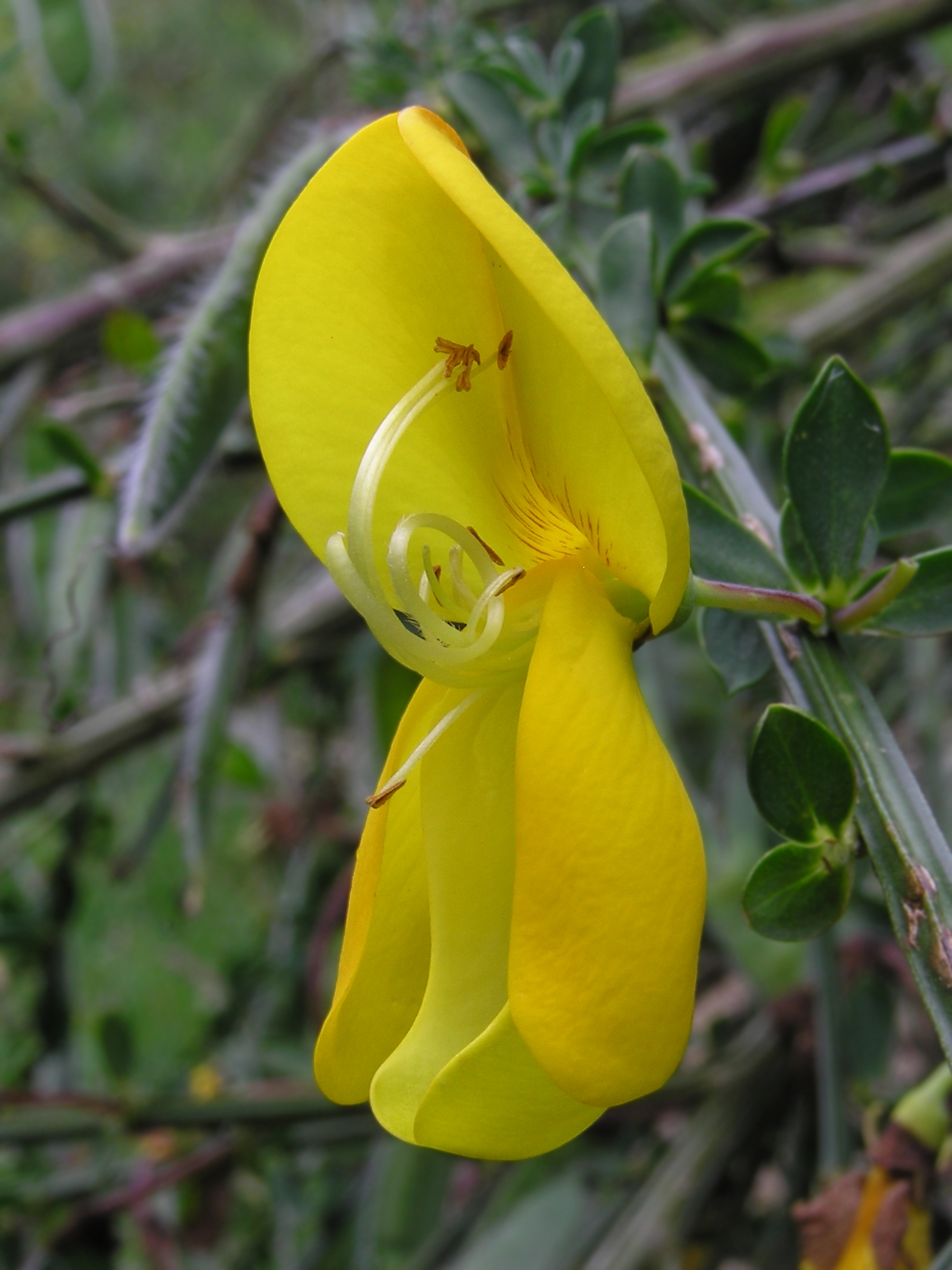
Цветок (увеличено)

Кустарник высотой до 3 м с тонкими, зелёными побегами, в молодости опушёнными.
Листья очерёдные, черешчатые, тройчатые. Листочки овальные или продолговато-ланцетовидные, тупые, цельнокрайные, у верхних листьев часто один листочек.
Цветки до 2 см, неправильные, одиночные или сидят парами в пазухах листьев, светло-жёлтые; чашечка и цветоножка опушённые.
Плод — узкопродолговатый, сплюснутый боб с двумя и более семенами.

## Классификация

### Представители
В рамках вида выделяют несколько подвидов:
- Cytisus scoparius subsp. maritimus (Rouy) Heywood
- Cytisus scoparius subsp. reverchonii (Degen & Hervier) Rivas Goday & Rivas-Martinez
- Cytisus scoparius subsp. scoparius

### Таксономия
Вид Ракитник венечный входит в род Ракитник (Cytisus) трибы Дроковые (Genisteae) подсемейства Мотыльковые (Faboideae) семейства Бобовые (Fabaceae) порядка Бобовоцветные (Fabales).
|  |                                      |  |                                                             |                                                             |                   |  | ещё 3 семейства (согласно Системе APG II) | ещё 3 семейства (согласно Системе APG II)    |                                              |  |  |  | ещё 27 триб           | ещё 27 триб  |  |  |  |  | ещё от 30 до 70 видов | ещё от 30 до 70 видов |
|  |                                      |  |                                                             |                                                             |                   |  | ещё 3 семейства (согласно Системе APG II) | ещё 3 семейства (согласно Системе APG II)    |                                              |  |  |  | ещё 27 триб           | ещё 27 триб  |  |  |  |  | ещё от 30 до 70 видов | ещё от 30 до 70 видов |
|  |                                      |  |                                                             | порядок Бобовоцветные                                       |                   |  |                                           |                                              | подсемейство Мотыльковые                     |  |  |  |                       | род Ракитник |  |  |  |  |                       |                       |
|  |                                      |  |                                                             | порядок Бобовоцветные                                       |                   |  |                                           |                                              | подсемейство Мотыльковые                     |  |  |  |                       | род Ракитник |  |  |  |  |                       |                       |
|  | отдел Цветковые, или Покрытосеменные |  |                                                             |                                                             | семейство Бобовые |  |                                           |                                              | триба Дроковые                               |  |  |  | вид Ракитник венечный |              |  |  |  |  |                       |                       |
|  | отдел Цветковые, или Покрытосеменные |  |                                                             |                                                             |                   |  |                                           |                                              |                                              |  |  |  |                       |              |  |  |  |  |                       |                       |
|  |                                      |  | ещё 44 порядка цветковых растений (согласно Системе APG II) | ещё 44 порядка цветковых растений (согласно Системе APG II) |                   |  |                                           | ещё 2 подсемейства (согласно Системе APG II) | ещё 2 подсемейства (согласно Системе APG II) |  |  |  | ещё 5 родов           | ещё 5 родов  |  |  |  |  |                       |                       |
|  |                                      |  |                                                             | ещё 44 порядка цветковых растений (согласно Системе APG II) |                   |  |                                           |                                              | ещё 2 подсемейства (согласно Системе APG II) |  |  |  |                       | ещё 5 родов  |  |  |  |  |                       |                       |